# Пратниекс, Янис
Я́нис Пра́тниекс (латыш. Jānis Prātnieks; род. 29 июля 1887 года в Курляндской губернии, Российская империя — ум. ?), известный также как Ян Пратник — латвийский спортсмен-велогонщик.

## Биография, карьера
Выступал в составе рижского велоклуба «Rīgas Marss».
В 1912 году принимал участие в летних Олимпийских играх в Стокгольме, где выступал от Российской империи в шоссейных гонках на дистанции 320 километров (в индивидуальной и командной группах). Призовых мест не занял.
Дальнейшая судьба спортсмена неизвестна.